# Андреев, Николай Трофимович
Никола́й Трофи́мович Андре́ев (1905—1974) — советский военный деятель, полковник Советской Армии, участник Великой Отечественной войны, Герой Советского Союза (1945).

## Биография
Николай Андреев родился 21 ноября 1905 года в Москве в семье извозчика. После Октябрьской революции он стал работать посыльным, затем подмастерьем в кузнице. Через некоторое время Андреев стал работать в типографии «Свобода», потом в 15-й типографии Моссовета. В 1927 году он пошёл служить в Красную Армию, служил во 2-м стрелковом полку 1-й Московской Пролетарской дивизии, где окончил полковую школу, и дослужился до помощника командира взвода и старшины курсов. В 1929 году Андреев уволился в запас, после чего вновь стал работать в типографии. К концу работы в типографиях имел высший, седьмой разряд.
В Красную Армию Андреев был вновь призван из запаса в 1935 году, службу начал проходить в Забайкальском округе, вначале был командиром стрелкового взвода 279-го стрелкового полка 93-й стрелковой дивизии, впоследствии стал командиром стрелковой роты, а с 1938 года — военным комиссаром Тайшетского района Иркутской области.
После начала Великой Отечественной войны Андреев пытался попасть на фронт, но лишь в январе 1942 года он был направлен на офицерские курсы. По завершении учёбы, Андреев прибыл в Москву, где был назначен на должность командира батальона 967-го стрелкового полка 273-й стрелковой дивизии, после чего в её составе убыл на Сталинградский фронт. Первый бой с участием Андреева произошёл в июле 1942 года, во время этого боя он был ранен в ногу, после чего месяц лечился в госпитале. После выписки из госпиталя он был назначен на должность командира батальона 1026-го стрелкового полка 260-й стрелковой дивизии. Андреев принимал непосредственное участие в операции «Кольцо», за что получил первый орден Красного Знамени.
Весной-летом 1943 года дивизия, в состав которой входил и Андреев, была отведена в Тулу на переформирование. После его завершения Андреев принимал участие в освобождении Орла, Брянска и ряда других городов. Осенью 1943 года Андреев стал командиром 1028-го стрелкового полка.
Об истории совершения Андреевым и его подразделением подвига рассказывалось в очерке военного корреспондента Льва Исаевича Славина «Варшавское шоссе», который был опубликован в газете «Известия». В августе 1944 года советские войска, в том числе и полк Андреева, вышел к берегу Вислы. Немецко-фашистские войска пошли в контратаку, в результате чего войска 1-го Белорусского фронта, которому было поставлено в задачу освобождение Варшавы, перешли к обороне и остановили наступление. Лишь 14 января 1945 года была начата Варшавско-Познанская операция. 16 января полк Андреева параллельно с отступающим врагом переправился на другой берег. Немцы приступили к строительству береговых укреплений с тем, чтобы помешать намеченному на следующий день форсированию реки советскими частями. Полк Андреева же незаметно ушёл вперед и окопался. Когда немцы заметили это, им пришлось сдаться в плен. Вскоре немецкие войска атаковали полк, но подоспевшие советские части отбили атаку, Андреев вместе со своим полком освобождал ряд других польских населённых пунктов, дорог, высот, конечным итогом чего явилось освобождение Варшавы.
В феврале 1945 года Андреев принимал участие в захвате крупного химического предприятия, на котором работали угнанные на принудительные работы граждане разных государств, в том числе и СССР.
Указом Президиума Верховного Совета СССР от 6 апреля 1945 года полковник Николай Трофимович Андреев был удостоен высокого звания Героя Советского Союза. Впоследствии Андреев принимал участие в Берлинской операции и его полк одним из первых встретился с американскими войсками на реке Эльба 26 апреля 1945 года.
После войны Андреев продолжил службу в рядах Советской Армии. В 1953—1958 годах он занимал пост военного комиссара Киргизской ССР. В 1958 году Андреев вышел в отставку, 27 сентября 1974 года он скончался, и был похоронен в столице Киргизской ССР Фрунзе (ныне — Бишкек).